# Dario Lanzardo
Dario Lanzardo (La Spezia, 27 dicembre 1934 – Torino, 19 febbraio 2011) è stato un fotografo e scrittore italiano.

## Biografia
Visse nella città natale fino al 1959, quando si trasferì a Torino, dove si iscrisse all'università: qui inoltre lavorò alle Ferrovie dello Stato e collaborò a riviste e pubblicazioni legate in varia misura alla sinistra extraparlamentare (come Quaderni Rossi, di cui, nel 1970, curò la ristampa in otto volumi per le edizioni Sapere, Quaderni Piacentini, Aut aut). Nel 1973, per l'editore Lampugnani Nigri di Milano, curò con Giovanni Pirelli l'edizione degli Scritti 1956-1960 di Raniero Panzieri. Lo stesso anno si laureò in Scienze politiche. Come fotografo documentò negli anni settanta le lotte sociali in Italia e la Rivoluzione dei garofani in Portogallo. Con la pensione intensificò la propria attività fotografica e pubblicò  numerosi volumi tra cui nel 2006 il romanzo Il principio di Archimede (Milano, Effigie).

## Opere principali
- La rivolta di Piazza Statuto: Torino, luglio 1962, Milano, Feltrinelli, 1979
- Dame e cavalieri nel Balon di Torino: sguardo fotografico sul mercato dell'usato, Milano, A. Mondadori, 1984
- Il convitato di ferro, testi di Gillo Dorfles, Torino, Il quadrante, 1987
- Tatuaggi urbani: scritte e figure sui muri della città di Torino, Torino, Il quadrante, 1990
- La città delle statue: figure di pietra sulla scena di Torino, Milano, Electa, 1992
- Giardini segreti: viaggio fotografico nel segreto dei giardini italiani, Milano, Editoriale Giorgio Mondadori, 1995
- Spaventapasseri: lo straccione divino, Milano, G. Mondadori, 1997
- L' Italia di fine secolo: 1990-1998, Roma, Editori riuniti, 2000
- Trenta scatti su Glauber Rocha, Torino, Edizioni SEB27, 2001
- Dario Lanzardo: soglie d'ombra e di luce, Milano, Federico Motta, 2002
- La fabbrica della ruota, Novara, Interlinea edizioni, 2005
- Il principio di Archimede , Milano, Effigie, 2006
- Paesaggi e architetture di cristallo, Torino, Blu Edizioni, 2007
- Arte contemporanea all'aperto, Torino, Blu Edizioni, 2008
- Il fotografo e la bambina, Torino, Instar Libri, 2008
- Il desiderio dell'acqua, Torino, Edizioni SEB27, 2012 scheda